# 仁藤町
仁藤町（にとうちょう）は、静岡県掛川市にある大字。

## 地理

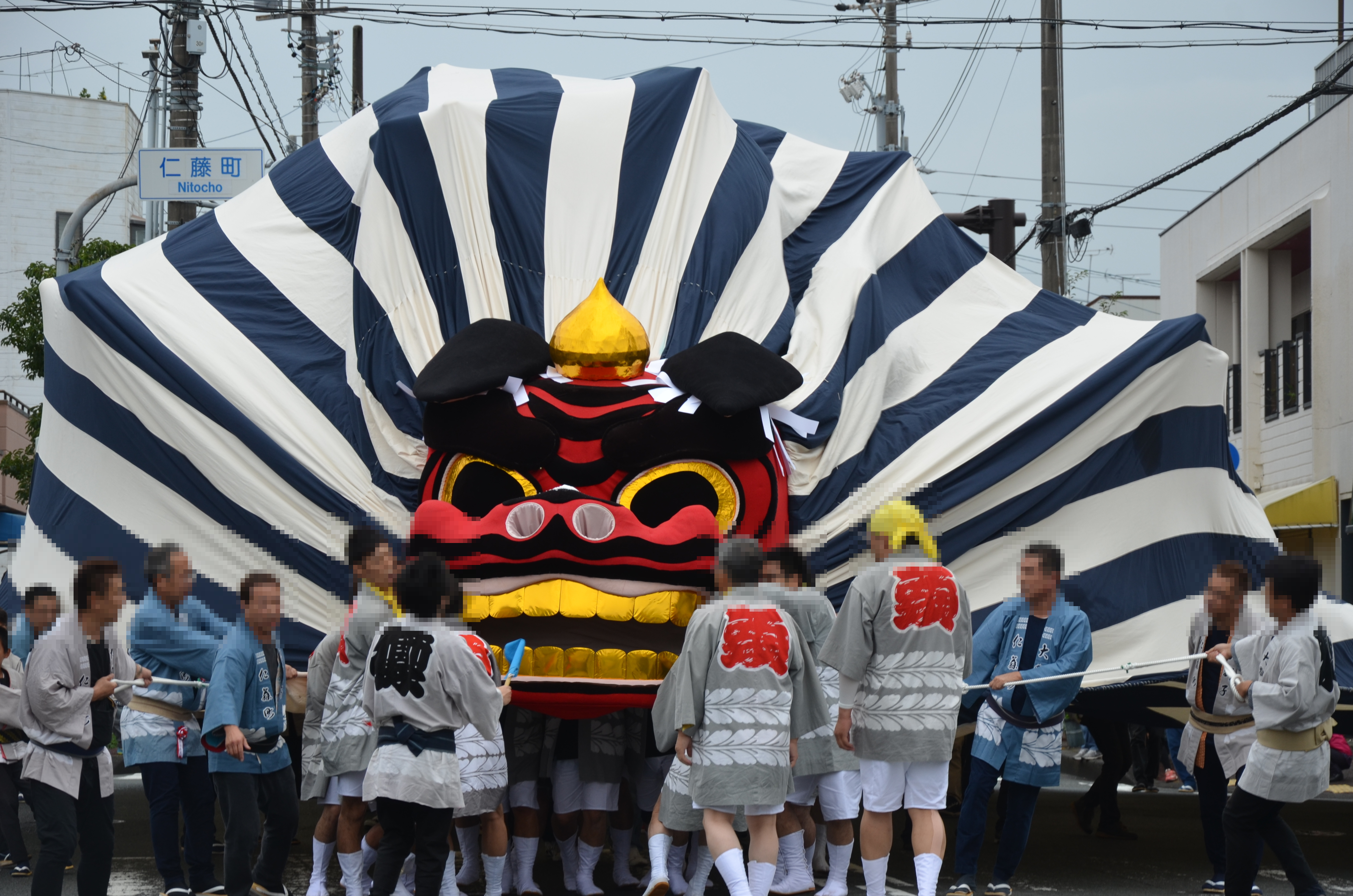
掛川祭での仁藤町区の大獅子（2015年10月、仁藤町交差点にて）

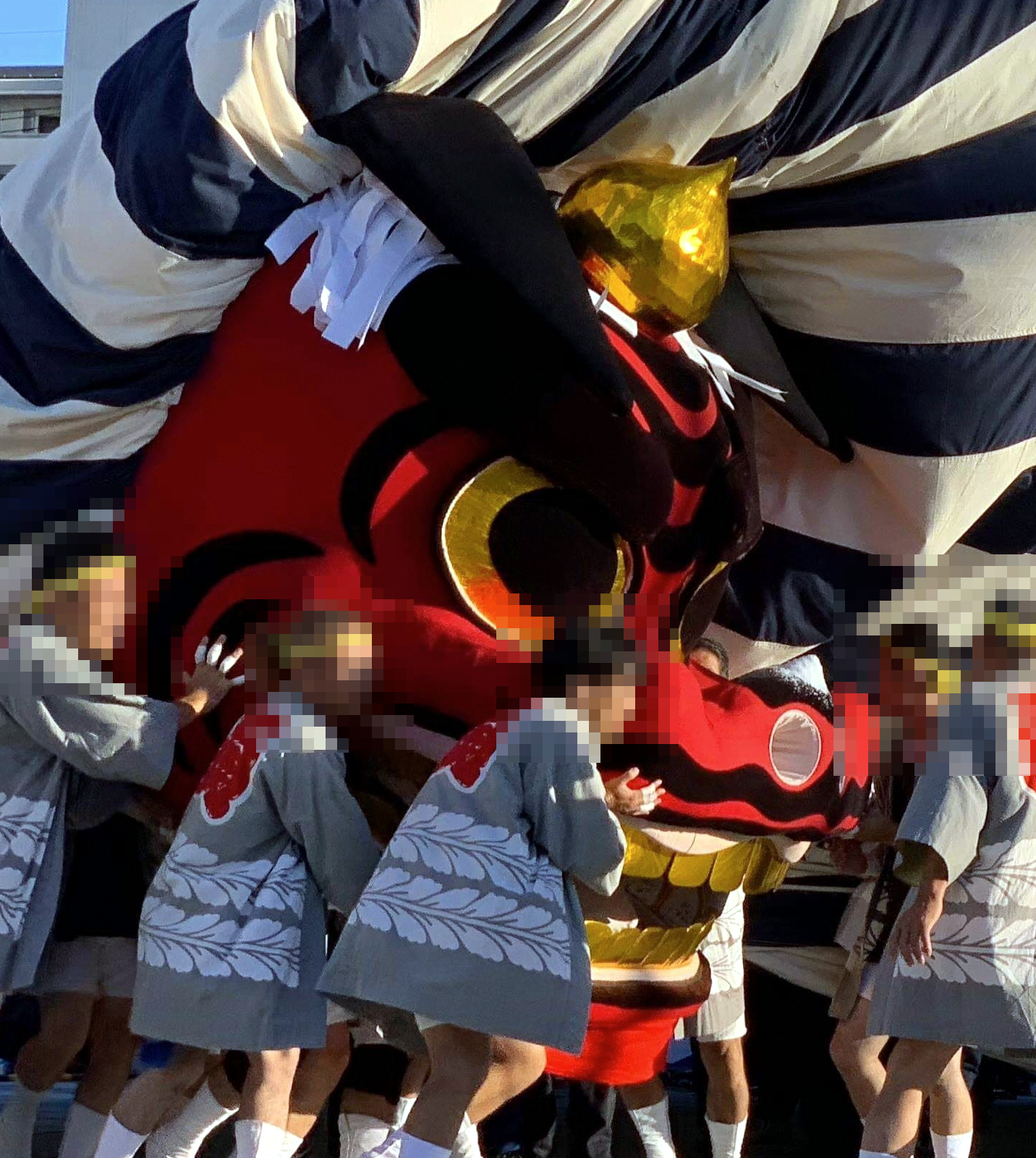
仁藤町区の大獅子の巨大な獅子頭（2018年10月撮影）

静岡県掛川市の北部に位置する。合併前の旧掛川市においては南部に位置していた。直角台形のような形状の大字である。全域が平地であり住居などが多くみられる。西から南に向かってかつての東海道が貫いている。北端と東端は逆川に接しており、西端は神代地川に接している。
近隣には大字の名称と集落の名称とが一致しない地が散見されるが、仁藤町においては大字としての住所表記は「仁藤町」と記されるのに対し、集落としては他の大字とともに「町東部」を構成している。
なお、大字としての仁藤町に関する一帯には、掛川市の自治区である仁藤町区が置かれている。仁藤町区は神明宮の氏子区域であり、掛川祭において「大獅子」を披露することで知られている。この「大獅子」は総勢二百人余りで動かすことから、日本最大の獅子舞とされており、瓦町区が披露する「獅子舞かんからまち」、西町区が披露する「奴道中」と並ぶ「掛川祭三大余興」とされている。
「大獅子」がいつから披露されているかは定かではないが、少なくとも1881年（明治14年）の時点で既に祭典で披露されていた。天然寺住職の帆誉覚存が伊勢国奄芸郡白子村にて大きな獅子頭を大八車で曳き回しているのを見かけ、それに想を得てこの「大獅子」を発案したという。そのほかにも、仁藤町区は掛川祭で手踊りを披露することでも知られている。

### 河川
- 逆川
- 神代地川

## 歴史

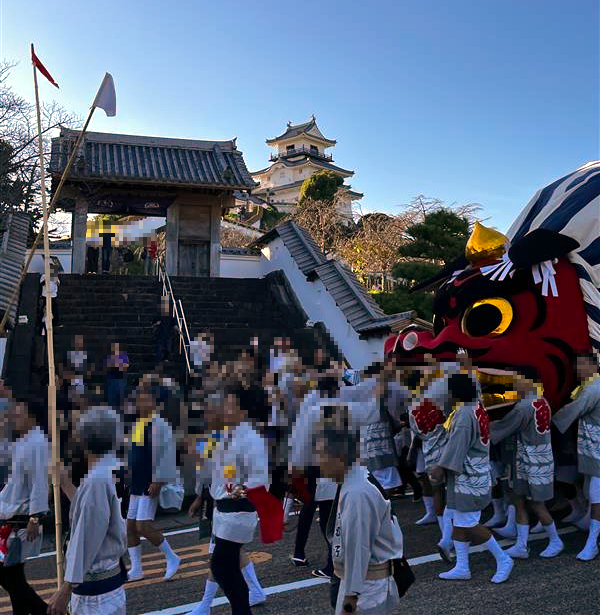
掛川城（奥）と仁藤町区の大獅子（手前右）（2024年10月、三の丸広場にて）

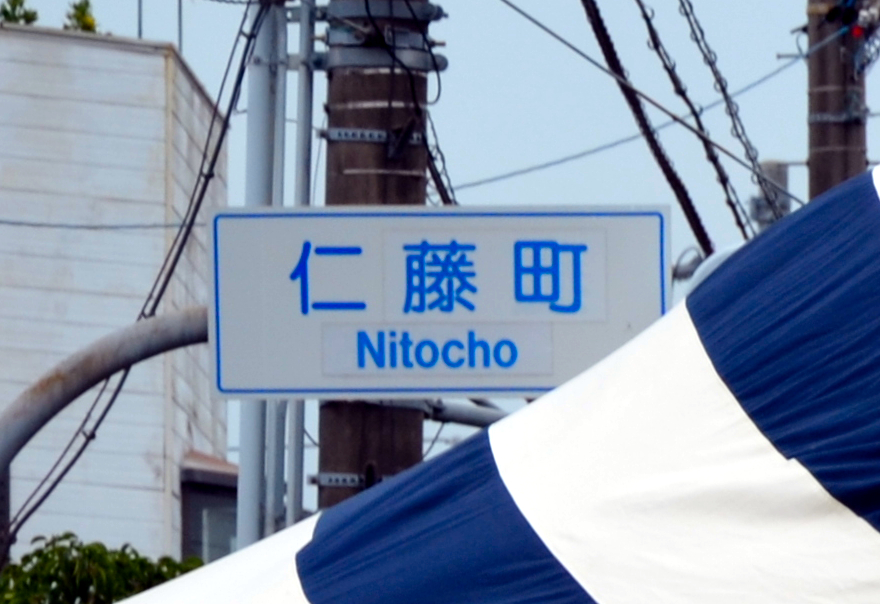
ローマ字で「Nitocho」と表記されている仁藤町交差点の標識（2015年10月10日撮影）

仁藤町と呼ばれている地は、もともとは自然村である遠江国佐野郡仁藤村の一部であった。そもそも掛川城が築かれる前は、神代地川から東が仁藤村の村域となっていた。その後、文禄年間から慶長年間にかけて山内一豊が掛川城の城下町を整備した。慶長6年には徳川家康が宿駅制を定め、東海道の宿場町として掛川宿が整備されることになった。これを受け、仁藤村のうち東海道に近接する部分は仁藤町として独立したうえで、掛川宿に組み込まれることになった。その結果、仁藤村の村域は逆川から東にまで後退するとともに、掛川宿の領域は神代地川の東にまで及ぶこととなった。これ以降、自然村である仁藤村と、掛川宿の町丁である仁藤町とが、同時に並存する状態となった。掛川宿は、山内氏領となったが、江戸時代に入ると掛川藩領となった。仁藤町の鈴木家と大場家が掛川宿の問屋を務めていた。『角川日本地名大辞典』によれば、掛川宿のうち仁藤町の鎮守社は分離元である仁藤村に鎮座する神明宮とされている。掛川宿は、明治元年には駿府藩領となり、明治2年には静岡藩領となった。掛川宿の仁藤町には1879年（明治12年）に掛川区裁判所が設置されるなど、地域における主要な街となっていった。この掛川宿の仁藤町は、大部分がのちの大字としての「仁藤町」に該当し、一部がのちの大字としての「仁藤」に該当する。なお、仁藤村については、全域がのちの大字としての「仁藤」に該当する。
町村制が施行された1889年（明治22年）に掛川宿は下俣町、十九首町、仁藤村の大部分、大池村の一部、葛川村の一部と合併することになり、掛川町が発足した。その際に従来の宿駅や自然村は大字とされることになり、掛川町の大字として「掛川」が設置された。掛川宿の仁藤町は、この大字としての掛川の一部となった。なお、仁藤村については、そのまま大字としての「仁藤」となっている。その後の度重なる市町村合併を経て、この地は掛川市の一部となった。後年になって大字としての掛川は細分化され、大字としての「仁藤町」が掛川から独立を果たした。
なお、遠江国佐野郡掛川宿の仁藤町の読み仮名について、『日本歴史地名大系』では「にとうまち」と表記している。一方、静岡県掛川市の大字としての仁藤町の読み仮名は「にとうちょう」とされている。たとえば、旧掛川市と小笠郡大東町、大須賀町との合併協議の際には町・字の名称についても議論されているが、その際に旧掛川市が提示した町・字の一覧には「ニトウチョウ」と明記されている。掛川市の自治区である仁藤町区についても読み仮名は「にとうちょうく」である。

### 沿革
- 1871年 - 佐野郡が静岡県に移管。
- 1871年 - 佐野郡が浜松県に移管。
- 1876年 - 佐野郡が静岡県に移管。

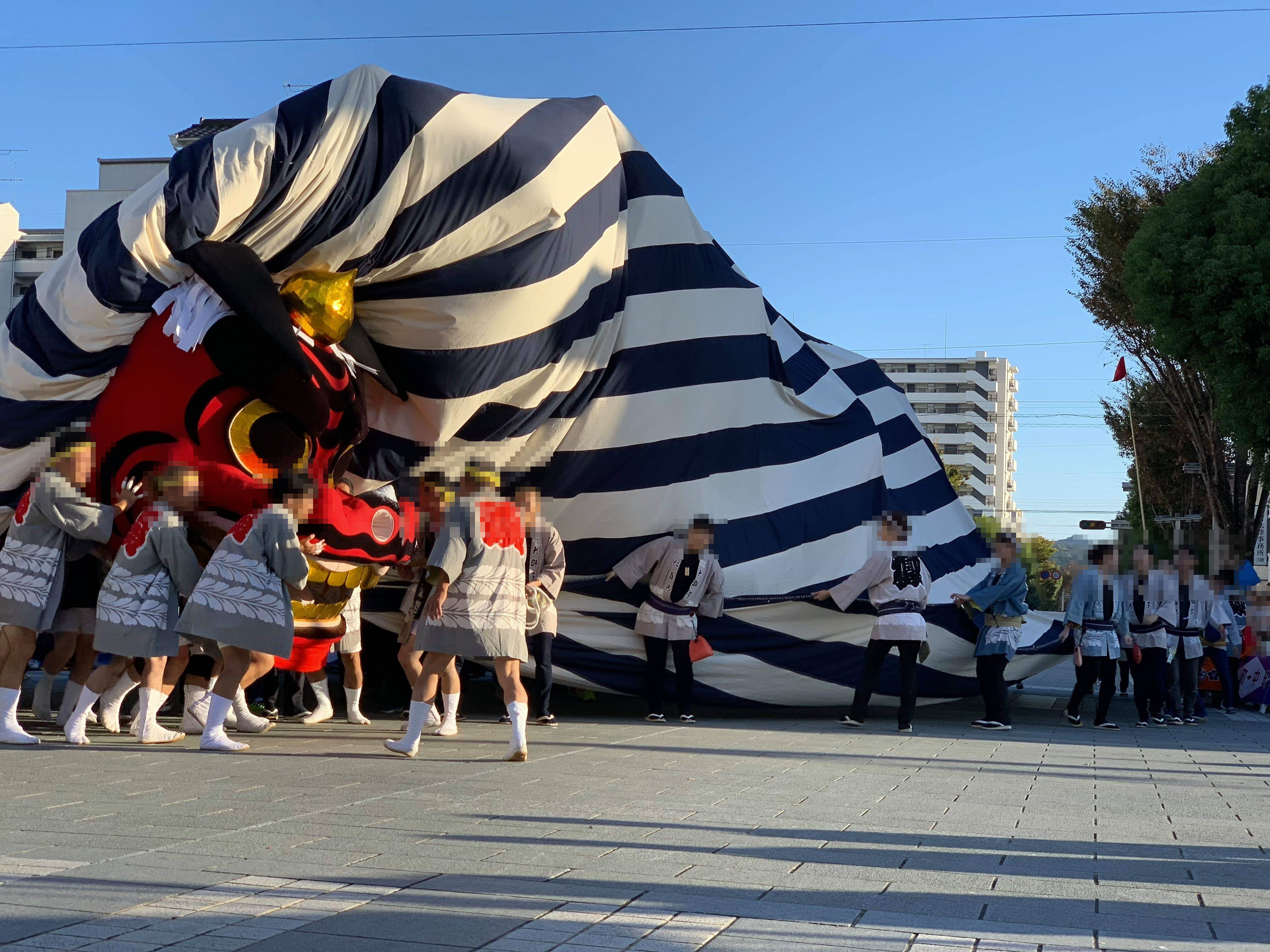
掛川祭での仁藤町区の大獅子（2018年10月撮影）

- 1889年 - 静岡県佐野郡掛川宿、下俣町、十九首町、仁藤村の大部分、大池村の一部、葛川村の一部が合併して掛川町を設置。掛川町の大字として掛川を設置[18]。
- 1896年 - 静岡県佐野郡、城東郡が合併して小笠郡を設置。
- 1954年 - 静岡県小笠郡掛川町が曽我村、東山口村を編入して掛川市を設置。

## 世帯数と人口
2024年（令和6年）3月末日現在の世帯数と人口は以下の通りである。
| 大字   | 世帯数  | 人口  |
| ------ | ------- | ----- |
| 仁藤町 | 127世帯 | 294人 |

## 事業所
2021年（令和3年）現在の事業所数と従業員数は以下の通りである。
| 大字   | 事業所数 | 従業員数 |
| ------ | -------- | -------- |
| 仁藤町 | 37事業所 | 234人    |

## 小・中学校の学区
公立小・中学校に通う場合、学区は以下の通りとなる。
| 自治区   | 小学校             | 中学校           |
| -------- | ------------------ | ---------------- |
| 仁藤町区 | 掛川市立第一小学校 | 掛川市立東中学校 |

## 交通

### バス
- しずてつ掛川大東浜岡線 - 仁藤停留所
- 掛川バスサービス市街地循環線 - 奥姫橋停留所、天然寺前停留所
- 掛川バスサービス粟本線 - 仁藤町停留所
- 掛川バスサービス東山線 - 仁藤町停留所

### 道路
- 静岡県道37号掛川浜岡線

## 施設

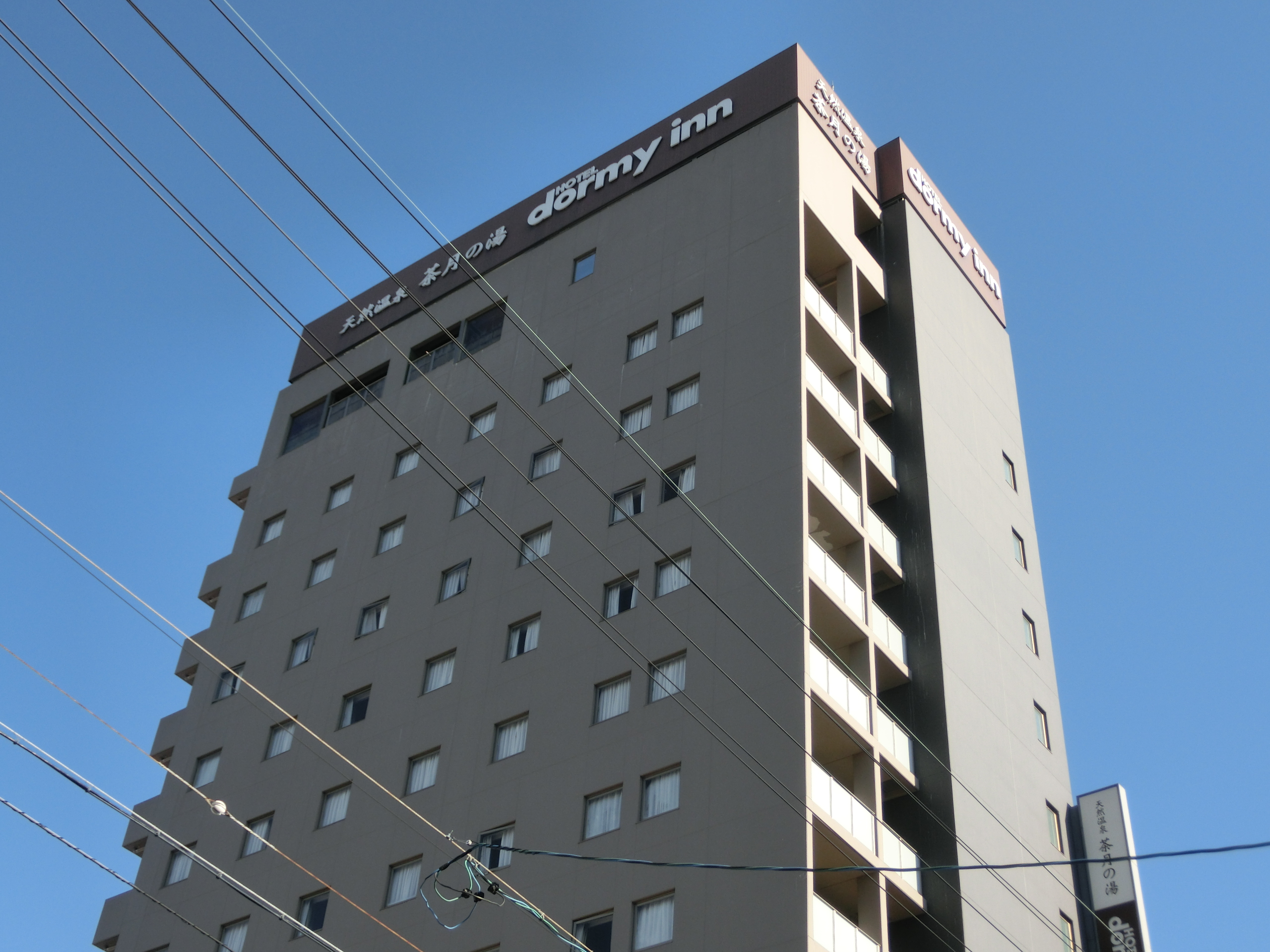
ドーミーインEXPRESS掛川（2017年12月23日撮影）

- 仁藤町区公会堂
- 掛川市消防団第一分団[24]
- 仁藤町公園[25]
- 智光こども園[26]
- きたはらクリニック[27]
- 天然寺[28]

## その他

### 郵便
- 郵便番号：436-0075[2]（集配局：掛川郵便局）

### 警察
警察の管轄区域は以下の通りである。
| 番地 | 警察署     | 交番・駐在所 |
| ---- | ---------- | ------------ |
| 全域 | 掛川警察署 | 掛川駅前交番 |

### 消防
消防の管轄区域は以下の通りである。
| 番地 | 消防署・分署 | 消防団分団 |
| ---- | ------------ | ---------- |
| 全域 | 中央消防署   | 第一分団   |

### 自衛隊
陸上自衛隊の管轄区域は以下の通りである。
| 番地 | 方面隊     | 師団・旅団 | 部隊               |
| ---- | ---------- | ---------- | ------------------ |
| 全域 | 東部方面隊 | 第一師団   | 第三十四普通科連隊 |

### 註釈
1. ↑  三重県奄芸郡白子村は、寺家村、河曲郡江島村と合併し、1889年に白子町が設置された。
2. ↑  静岡県掛川市のうち旧掛川市においては、自治区ごとに小・中学校の学区が定められている[23]。